# Diecezja Choluteca
Diecezja Choluteca (łac.: Dioecesis Cholutecensis), hiszp.: Diócesis de Choluteca) – katolicka diecezja honduraska. Erygowana w 1964 jako prefektura apostolska, od 1979 diecezja.

## Główne świątynie
- Katedra: Katedra Niepokalanego Poczęcia NMP w Choluteca

## Biskupi diecezjalni
- Marcelo Gérin y Boulay PME (1964–1979 prefekt apostolski; 1979–1984 biskup diecezjalny)
- Raúl Corriveau PME (1984–2005)
- Guido Plante PME (2005–2012)
- Guy Charbonneau PME (2013–2023)
- Teodoro Gómez Rivera (od 2023)